# Phycella herbertiana
Phycella herbertiana là một loài thực vật có hoa trong họ Amaryllidaceae. Loài này được Lindl. miêu tả khoa học đầu tiên năm 1830.

## Hình ảnh

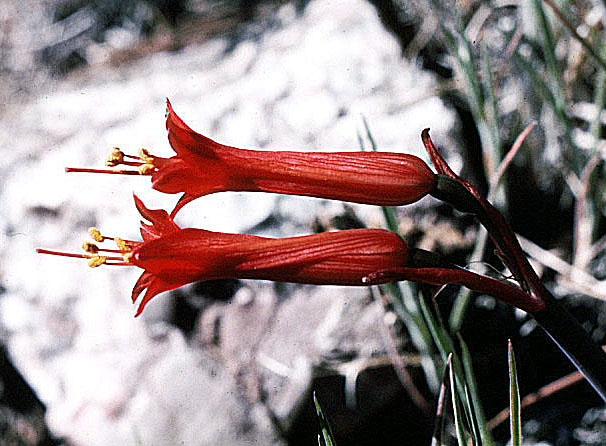